# Ragnetruda
Ragnetruda (en francés, Ragnétrude, Ragentrude o Raintrude; en latín, Ragnetrudis o Ragintrudis) fue una concubina del rey franco Dagoberto I, que vivió en el siglo VII.

## Biografía
Se sabe poco de su vida, salvo que era de Austrasia, donde la conoció Dagoberto I, quien hizo de ella su amante. Tuvieron un hijo, Sigeberto, tal como cuenta Fredegario en su Crónica, luego el autor de la Gesta Dagoberti I. Regis Francorum.
Alguna fuente contemporánea menciona el matrimonio entre Dagoberto y Ragnetruda, aunque esta última no puede ser considerada reina de los francos. Así puede entenderse la referencia de Fredegario a que Dagoberto no tuvo más que tres reinas, 

Nantilde, Wulfegunda y Bertilde

. Esto no empece a que muchos autores la consideren reina, entre otros Christian Bouyer que afirma que 

ella sucedió - sin duda después de 630- a Nantilde junto a Dagoberto

 aunque poco antes, él precisa que 

en 634 él [Dagoberto] dio como rey a los austrasianos a su hijo Sigeberto, de tres años de edad, que había tenido con una concubina, Raintruda

 y que 

en 635, Nantilde dio a luz a un niño, el futuro Codoveo II

, contradiciendo al mismo Fredegario al afirmar que Ragnetruda 

debe considerarse entre las amantes y concubinas, como Wulfegunda y Bertilde

.
En 1989, sobre la base de una tradición que hace que Irmina de Oeren fuese una hija del rey Dagoberto y de consideraciones onomásticas (Irmina de Oeren tuvo una hija de nombre Ragentruda, casada con un duque de Baviera), Christian Settipani especula con la existencia de una hija de Dagoberto y de Ragnetruda casada con un hermano del duque Teotario y madre de Irmina de Oeren. Pero afirma de 2000 en adelante que ha abandonado esta hipótesis de trabajo.